# The Videos (Roxette)
The Videos är en videosamling av den svenska popduon Roxette, släppt till VHS och Laserdisc den 16 november 1991. Den innehåller musikvideor till hitsinglarna från albumen Look Sharp! och Joyride, samt "It Must Have Been Love", soundtrack från filmen Pretty Woman och dokumentären The Making of Joyride. 

## Låtlista
1. "The Look"
2. "Dressed for Success"
3. "Dangerous"
4. "Listen to Your Heart"
5. "It Must Have Been Love" (Originalversion utan scener från Pretty Woman)
6. "Joyride"
7. "Fading Like a Flower (Every Time You Leave)"
8. "The Big L"
9. "Spending My Time"
10. The Making of Joyride